# 垂井町
垂井町（日语：／ Tarui chō */?）為岐阜縣西部不破郡的町。現任町長為中川滿也。